# WTA Tour Championships 1991
Il WTA Tour Championships 1991 è stato un torneo di tennis femminile che si è giocato al Madison Square Garden di New York negli USA dal 18 al 24 novembre su campi in sintetico indoor. È stata la 21ª edizione del torneo di fine anno di singolare, la 16a del torneo di doppio.

## Campionesse

### Singolare
Monica Seles ha battuto in finale  Martina Navrátilová con il punteggio di 6–4, 3–6, 7–5, 6–0

### Doppio
Martina Navrátilová /  Pam Shriver hanno battuto in finale  Gigi Fernández /  Jana Novotná con il punteggio di 4–6, 7–5, 6–4